# 狄德罗号战列舰
狄德罗号战列舰（法語：Diderot）是6艘丹东级战列舰中第4艘建造的軍艦。本艦於1907年10月20日在聖納澤爾彭霍特船塢與造船廠放置龍骨，並在1911年8月1日於法國海軍服役，艦名來自於法國啟蒙運動時期哲學家德尼·狄德羅。艦上的主要武器為4門305公釐45倍徑1906年型主砲，這些主砲配置於2座雙聯裝砲塔內。其推進系統由4組帕森式蒸汽渦輪發動機與26台尼克勞斯式鍋爐組成，航速可達19節（35每小時；22英里每小時）左右。
當第一次世界大戰於1914年8月爆發時，狄德罗号曾於西西里海峽嘗試搜尋德艦格本号與布雷斯勞號，但最後無功而返。幾個月後，狄德罗号隨英法聯軍艦隊航往亞得里亞海，並在安提瓦里海戰中，協助聯軍擊沉奧匈帝國海軍的澤塔號防護巡洋艦。隨後，狄德罗号在奧特朗托海峽與達達尼爾海峽執行巡航任務，防止同盟國艦隊突破地中海防線。在鄂圖曼帝國於1918年10月30日與協約國簽署穆德洛斯停戰協定後，狄德罗號短暫地參與佔領君士坦丁堡行動。1923年至1925年期間，本艦進行現代化改裝作業，但之後很快地轉為訓練艦使用。因艦體性能以不足以應付當代作戰需要，法國海軍於1936年將狄德罗号除籍，並在次年拆解。

## 設計

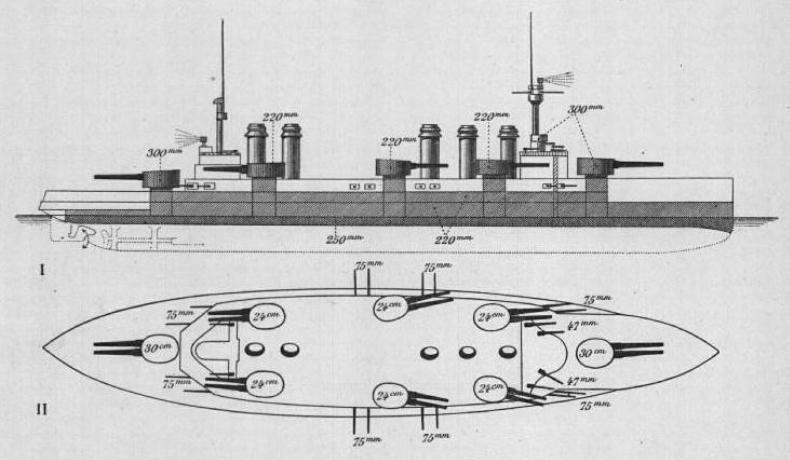
丹東級描繪圖。

狄德罗号是第四艘建造的丹东级战列舰，本艦於1907年10月20日在聖納澤爾彭霍特船塢與造船廠放置龍骨，1909年4月19日時下水，並在1911年8月1日與伏爾泰號及米拉波號一同服役。其全長146.6（481英尺0英寸）、舰宽25.8（84英尺8英寸）、最大載重下吃水深度為9.2（30英尺2英寸）、滿載排水量19,736公噸（19,424長噸；21,755短噸）、艦上可容納681名人員。本艦的推進系統由4組帕森式蒸汽渦輪發動機與26台鍋爐組成，可為艦艇提供22,500匹軸馬力（16,800千瓦特），使本艦的航速可達19節（35每小時；22英里每小時）左右。不過在海試時，狄德罗号的最高航速曾達到19.9節（36.9每小時；22.9英里每小時）。在鍋爐型號上，狄德罗号上使用的是尼克勞斯式鍋爐，與其使用同一型號的同型艦還有孔多塞號及韋尼奧號。出航時，艦上可攜帶2,027公噸（1,995長噸；2,234短噸）的燃煤，供給艦艇在10節（19每小時；12英里每小時）航速下，可到達3,370英里（2,930海里）遠的巡航半徑。
武器配置上，狄德罗号的主要武器由4門305公釐45倍徑1906年型主砲組成，這些主砲配置於2座雙聯裝砲塔內，而這2座砲塔分別安裝在前甲板與後甲板的船艛建築上方。次要武器方面，12門240公釐50倍徑1902年型主砲配置在6座雙聯裝砲塔內，每邊船側分別各安裝3座砲塔。16門75（3.0英寸）口徑施耐德1908年型火砲與10門哈其開斯47（1.9英寸）口徑火砲構成艦上防禦敵魚雷艇的重要武器；另在船體水線下區域配有2組450（17.7英寸）口徑魚雷管。本艦的水線裝甲帶厚度為270（10.6英寸），主砲與司令塔側面由300（11.8英寸）厚的裝甲保護。

### 戰時改裝
第一次世界大戰期間，狄德罗号與其他同型艦一同進行改裝，此次改裝將艦艇前方2座240（9.4英寸）口徑砲塔的頂部加裝75（3.0英寸）口徑防空砲；240（9.4英寸）口徑火砲的仰角也在這次改裝中提高，火砲射程增至18,000（20,000碼）。

## 服役歷程

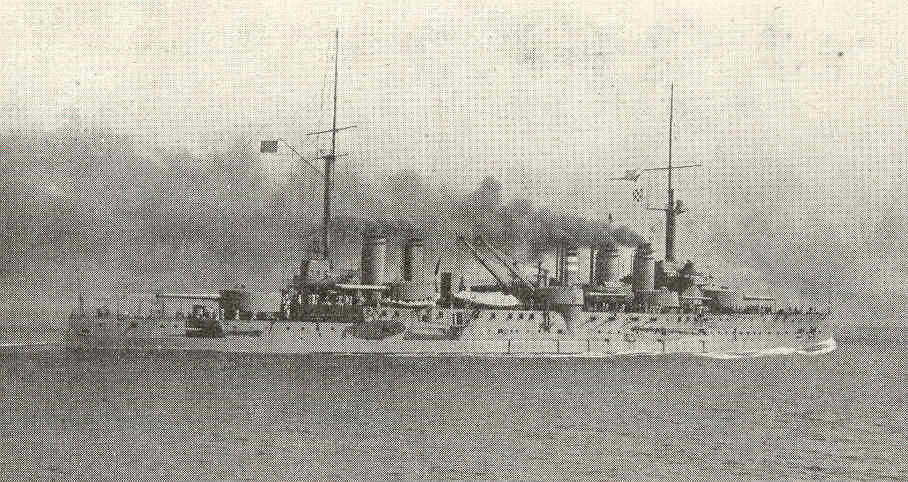
航行中的狄德罗号战列舰。

### 一次大戰前
狄德罗号在1906年12月26日下單，隨後於1907年10月20日在聖納澤爾彭霍特船塢與造船廠放置龍骨。1909年4月19日，本艦正式下水；經歷4年的總建造時間後，終於在1911年8月1日正式服役。法國海軍最初將狄德罗号分派至法國地中海艦隊第1分艦隊第1總隊。在1913年5月至6月期間，狄德罗号隨艦隊參與從普羅旺斯到突尼西亞航道上的艦隊演習。之後於1913年6月7日參與法國總統雷蒙·普恩加萊的海上閱兵典禮。1913年10月至12月期間，狄德罗号隨第1總隊巡迴地中海東部海域，並在1914年5月參與在地中海舉行的大規模艦隊演習。

### 一次大戰期間
當第一次世界大戰爆發後，狄德羅號與伏尔泰号在1914年8月期間一同前往西西里海峽，阻止德國海軍格本号大巡洋舰與布雷斯勞號小巡洋艦從西側突破地中海防線。為了阻止奧匈帝國海軍擴張，海軍中將奧古斯丁·布韋·德·拉佩雷爾於8月16日將狄德羅號及其所有同型艦一同納入英法聯軍地中海艦隊，並指揮艦隊直接前往亞得里亞海。聯軍艦隊後來於巴尔遇到正在執行封鎖蒙特內哥羅王國任務的奧匈帝國海軍艦艇澤塔號防護巡洋艦與烏蘭號驅逐艦，遂爆發安提瓦里海戰。在這場海戰中，澤塔號遭到聯軍艦隊集體砲轟而沉沒，卻讓烏蘭號成功地逃脫。隨後，狄德羅號參加數次在亞得里亞海域的海上襲擊任務，接著前往愛奧尼亞群島海域執行巡邏任務。從1914年12月到1916年期間，本艦前往科孚島支援奧特朗托封鎖線。自1918年5月開始，狄德羅號成為第2分艦隊第1總隊旗艦，並在一次世界大戰結束為止前，隨米拉波號與韋尼奧號駐紮於穆茲羅斯，阻止德艦戈本號突破地中海防線。

### 一次大戰後
在鄂圖曼帝國於1918年10月30日與協約國簽署穆德洛斯停戰協定後，狄德羅號參與11月12日至12月12日間佔領君士坦丁堡的初步行動。1919年，狄德羅號返回土倫，並在1922年至1925年期間進行現代化改裝作業。考量到軍艦在戰時遭受魚雷襲擊的經驗，法國海軍於此次改裝中同時加強艦體水下防護部分。因艦體性能已漸漸地不符合需求，本艦於1927年轉為訓練艦，並在1937年3月17日列為廢船。法國海軍在1937年7月30日以3,557,010法郎將狄德羅號出售給拆船廠，隨後於8月31日移至敦克爾克拆解。